# ヴィテルボのアンニウス
ヴィテルボのアンニウス (Annius of Vitero, 1432年 - 1502年11月13日) あるいはアンニオ・ダ・ヴィテルボ (Annio da Viterbo)、ヨアンネス・アンニウス・ウィテルベンシス (Joannes Annius viterb[i]ensis) は、イタリアのドミニコ会修道士で、学者、歴史家。ヴィテルボ出身で、ジョヴァンニ・ナンニ (Giovanni Nanni [Nenni]) として生まれた。現在では偽書制作者として知られている。

## 教会でのキャリア
彼はその人生の初期にドミニコ会に入り、そして説教師と著述家として名を馳せ、シクストゥス4世やアレクサンデル6世に重用された。後者は彼を聖庁主管に任じた。チェーザレ・ボルジアに毒殺されたといわれている。

## 言語学者として
彼は東洋の言語に通じていたといわれている。しかしウォルター・スティーヴンスはGiants in Those Days, p. 131 (1989)のなかで「彼のセム文献学についての専門知識は、一時は素晴らしい教会の歴史家であると称賛されたことさえあったが、完全な作り物だった」としている。
アンニウスはエトルリア語を読めるとも自称していた。

## 著作
アンニウスのもっとも有名な著作は『古代雑篇』"Antiquitatum Variarum"である。この作品において、彼は、キリスト教時代以前に生きていたギリシア・ラテンの世俗著述家たちによる著作や断片と主張されるものを公にした。それらの文書は、当時理解されていた「古代史」にまったく新しい光を投げかけるものだった。彼は、それをマントヴァで発見したと主張した。
そのほかの多くの彼の著作の中では、シクストゥス4世およびキリスト教諸王、王子、政府に献呈された黙示録注解の『来るべきキリスト教徒のトルコ・サラセン人たちに対する勝利』"De futuris Christianorum triumphis in Turcos et Saracenos"（ジェノヴァ、1480年）、『トルコ帝国論』"Tractatus de imperio Turcorum"（ジェノヴァ、1480年）などがある。アンニウスは、ムハンマドは反キリストであると主張し、キリスト教徒がユダヤ教徒やイスラム教徒たちを征服した暁に世界の終わりが訪れるとした。彼自身は、それはそんなに遠い未来のことではないと考えていた。
彼の行なった示唆の中で影響があったもののひとつに、『マタイによる福音書』のなかで系譜がヨセフに割り当てられているのに『ルカによる福音書』ではマリアのものとなっていることについての考察がある。
未公刊のままだった彼の著作の中でもっと重要なのには "Volumen libris septuaginta distinctum de antiquitatibus et gestis Etruscorum"や"De correctione typographica chronicorum"、"De dignitate officii Magistri Sacri Palatiiö"、そして "Chronologia Nova"がある。ここでは彼はエウセビオスの著作のなかにおけるアナクロニズムを正そうとしている。
しかしながらもっとも悪名高いのは、「最古の」著述家たちに拠ったとされる、古代ローマの地誌と古代史についての文書である。1498年にローマで出版されたAuctores vetustissimiは、古典時代のものであるとされる17文書の選集だったが、実のところ、すべてはアンニウス自身が書いたものだった。たとえば、アンニウスによる、ロムルスによって創始されたローマの地図は彼自身が捏造した文書に基づいた大雑把な解釈の結果だった。偽造文書の一部は、ヴィテルボがエトルリアのFanum voltumnaeの地であることを立証しようという欲求に駆られたものだったらしい。
教皇の公営質屋モンテ・ディ・ピエタを擁護するため、彼は1495年に出版されたPro Monte PietatisにQuestiones due disputate super mutuo iudaico & ciuili & diuinoを寄稿し、ユダヤ人の高利貸しに対する批判を行なった。

## 捏造の発覚
『古代雑篇』は信奉者を獲得すると同時に、彼を意図的な改竄・捏造者であるとする厳しい批判にさらされた。その内容はベロッソスやクィントゥス・ファビウス・ピクトル、カトー、マネトなどに帰せられていた。アンニウスによる「歴史家」の偽造文書は、彼自身は注釈をつけたりつけなかったりしたが、それでもだいたいは長い間疑われていなかった。偽造文書の権威崩壊は、多くをヨセフ・ユストゥス・スカリゲルに負っている。
アンニウスの捏造は、16世紀半ばには明らかになりはじめた。1565年から66年にかけて、人文主義者のジローラモ・メイはヴィンチェンツォ・ボルジーニと史料批判論争を行なった。ボルジーニのほうはフランチェスコ1世・デ・メディチとジョヴァンナ・ダズブルゴの結婚に際し、フィレンツェはアウグストゥスによって創始されたと主張した。彼の主張はアンニウスによって報告された碑文に基づいていた。しかしメディチ家と親しくなかったメイはこの主張に反対し、短いラテン語の論考De origine urbis Florentiaeにおいてアンニウス史料の正当性に疑問を付したのである（Guy Shakedによる）。